# Volta à Romandia de 2018
A 72.ª edição da competição ciclista Volta à Romandia, foi uma corrida de ciclismo em estrada por etapas que se celebrou entre 24 e 29 de abril de 2018 na Suiça com início na cidade de Friburgo e final no município de Genebra sobre um percurso de 685,42 quilómetros.
A corrida faz parte do UCI World Tour 2018, sendo a décima nona competição do calendário de máxima categoria mundial e foi vencida pelo esloveno Primož Roglič da equipe LottoNL-Jumbo. O pódio foi completado pelo colombiano Egan Bernal, da equipe Sky e pelo australiano Richie Porte, da equipe BMC Racing.

## Equipas participantes
Tomaram parte na corrida dezanove equipas: 18 de categoria UCI World Team; e 1 de categoria Profissional Continental. Formando assim um pelotão de 133 ciclistas dos que acabaram 103. As equipas participantes foram:
| Equipes WorldTeam (18)- AG2R La Mondiale - Astana - Bahrain-Merida - BMC Racing Team - Bora-Hansgrohe - Dimension Data - EF Education First-Drapac p/b Cannondale - Groupama-FDJ - Katusha-Alpecin - Lotto NL-Jumbo - Lotto Soudal - Mitchelton-Scott - Movistar Team - Quick-Step Floors - Sky - Team Sunweb - Trek-Segafredo - UAE Team Emirates Equipe profissional Continental- Wanty-Groupe Gobert |
| |

## Percurso
A Volta à Romandia teve cinco etapas com uma rota total de 685,42 km, dividido em um prólogo, duas etapas de meia montanha, uma de alta montanha, e uma etapa de transição com uma rota plana e meia montanha e, finalmente, como novidade um contra-relógio de escalada.
| Etapa   | Data    | Percurso                     | type           | Distância (km) | Vencedor         | Líder geral      |
| ------- | ------- | ---------------------------- | -------------- | -------------- | ---------------- | ---------------- |
| Prólogo | 24 abr. | Friburgo – Friburgo          | prólogo        | 4,02           | Michael Matthews | Michael Matthews |
| 1       | 25 abr. | Friburgo – Delémont          | média montanha | 166,6          | Omar Fraile      | Primož Roglič    |
| 2       | 26 abr. | Delémont – Yverdon-les-Bains | média montanha | 173,9          | Thomas De Gendt  | Primož Roglič    |
| 3       | 27 abr. | Ollon – Villars-sur-Ollon    | cronoescalada  | 9,9            | Egan Bernal      | Primož Roglič    |
| 4       | 28 abr. | Sion – Sion                  | alta montanha  | 149,2          | Jakob Fuglsang   | Primož Roglič    |
| 5       | 29 abr. | Mont-sur-Rolle – Genebra     | média montanha | 181,8          | Pascal Ackermann | Primož Roglič    |

## Evolução das classificações

### Prólogo
Friburgo – Friburgo (4,02 km) 
| \| Classificação por etapas \| Classificação por etapas \| Classificação por etapas \| Classificação por etapas \| Classificação por etapas \| \| Ciclista \| Ciclista \| Equipe \| Tempo \| \| \| ------------------------ \| ------------------------ \| ------------------------- \| ------------------------ \| ------------------------ \| \| 1. \| Michael Matthews \| Team Sunweb \| 5m33s \| \| \| 2. \| Tom Bohli \| BMC Racing Team \| + 1s \| \| \| 3. \| Primož Roglič \| LottoNL-Jumbo \| + 1s \| \| \| 4. \| Rohan Dennis \| BMC Racing Team \| + 1s \| \| \| 5. \| Victor Campenaerts \| Lotto-Soudal \| + 5s \| \| \| 6. \| Geraint Thomas \| Team Sky \| + 5s \| \| \| 7. \| William Clarke \| EF Education First-Drapac \| + 6s \| \| \| 8. \| Diego Rosa \| Team Sky \| + 6s \| \| \| 9. \| Pierre Latour \| AG2R La Mondiale \| + 6s \| \| \| 10. \| Gorka Izagirre \| Bahrain-Merida \| + 9s \| \| |                    |                           |       |
| |                    |                           |       |
| Fonte: ProCyclingStats |                    |                           |       |
| Classificação por etapas |                    |                           |       |
| Ciclista | Ciclista           | Equipe                    | Tempo |
| 1. | Michael Matthews   | Team Sunweb               | 5m33s |
| 2. | Tom Bohli          | BMC Racing Team           | + 1s  |
| 3. | Primož Roglič      | LottoNL-Jumbo             | + 1s  |
| 4. | Rohan Dennis       | BMC Racing Team           | + 1s  |
| 5. | Victor Campenaerts | Lotto-Soudal              | + 5s  |
| 6. | Geraint Thomas     | Team Sky                  | + 5s  |
| 7. | William Clarke     | EF Education First-Drapac | + 6s  |
| 8. | Diego Rosa         | Team Sky                  | + 6s  |
| 9. | Pierre Latour      | AG2R La Mondiale          | + 6s  |
| 10. | Gorka Izagirre     | Bahrain-Merida            | + 9s  |

| \| Classificação geral \| Classificação geral \| Classificação geral \| Classificação geral \| Classificação geral \| \| Ciclista \| Ciclista \| Equipe \| Tempo \| \| \| ------------------- \| ------------------- \| ------------------------- \| ------------------- \| ------------------- \| \| 1. \| Michael Matthews \| Team Sunweb \| 5m33s \| \| \| 2. \| Tom Bohli \| BMC Racing Team \| + 1s \| \| \| 3. \| Primož Roglič \| LottoNL-Jumbo \| + 1s \| \| \| 4. \| Rohan Dennis \| BMC Racing Team \| + 1s \| \| \| 5. \| Victor Campenaerts \| Lotto-Soudal \| + 5s \| \| \| 6. \| Geraint Thomas \| Team Sky \| + 5s \| \| \| 7. \| William Clarke \| EF Education First-Drapac \| + 6s \| \| \| 8. \| Diego Rosa \| Team Sky \| + 6s \| \| \| 9. \| Pierre Latour \| AG2R La Mondiale \| + 6s \| \| \| 10. \| Gorka Izagirre \| Bahrain-Merida \| + 9s \| \| |                    |                           |       |
| |                    |                           |       |
| Fonte: ProCyclingStats |                    |                           |       |
| Classificação geral |                    |                           |       |
| Ciclista | Ciclista           | Equipe                    | Tempo |
| 1. | Michael Matthews   | Team Sunweb               | 5m33s |
| 2. | Tom Bohli          | BMC Racing Team           | + 1s  |
| 3. | Primož Roglič      | LottoNL-Jumbo             | + 1s  |
| 4. | Rohan Dennis       | BMC Racing Team           | + 1s  |
| 5. | Victor Campenaerts | Lotto-Soudal              | + 5s  |
| 6. | Geraint Thomas     | Team Sky                  | + 5s  |
| 7. | William Clarke     | EF Education First-Drapac | + 6s  |
| 8. | Diego Rosa         | Team Sky                  | + 6s  |
| 9. | Pierre Latour      | AG2R La Mondiale          | + 6s  |
| 10. | Gorka Izagirre     | Bahrain-Merida            | + 9s  |

### 1.ª etapa
Friburgo – Delémont (166,6 km) 
| \| Classificação por etapas \| Classificação por etapas \| Classificação por etapas \| Classificação por etapas \| Classificação por etapas \| \| Ciclista \| Ciclista \| Equipe \| Tempo \| \| \| ------------------------ \| ------------------------ \| ------------------------ \| ------------------------ \| ------------------------ \| \| 1. \| Omar Fraile \| Astana \| 4h03m42s \| \| \| 2. \| Sonny Colbrelli \| Bahrain-Merida \| + 0s \| \| \| 3. \| Rui Costa \| UAE Team Emirates \| + 0s \| \| \| 4. \| Rudy Molard \| Groupama-FDJ \| + 0s \| \| \| 5. \| Gorka Izagirre \| Bahrain-Merida \| + 0s \| \| \| 6. \| Egan Bernal \| Team Sky \| + 0s \| \| \| 7. \| Pierre Latour \| AG2R La Mondiale \| + 0s \| \| \| 8. \| Xandro Meurisse \| Wanty-Groupe Gobert \| + 0s \| \| \| 9. \| Merhawi Kudus \| Dimension Data \| + 0s \| \| \| 10. \| Eros Capecchi \| Quick-Step Floors \| + 0s \| \| |                 |                     |          |
| |                 |                     |          |
| Fonte: ProCyclingStats |                 |                     |          |
| Classificação por etapas |                 |                     |          |
| Ciclista | Ciclista        | Equipe              | Tempo    |
| 1. | Omar Fraile     | Astana              | 4h03m42s |
| 2. | Sonny Colbrelli | Bahrain-Merida      | + 0s     |
| 3. | Rui Costa       | UAE Team Emirates   | + 0s     |
| 4. | Rudy Molard     | Groupama-FDJ        | + 0s     |
| 5. | Gorka Izagirre  | Bahrain-Merida      | + 0s     |
| 6. | Egan Bernal     | Team Sky            | + 0s     |
| 7. | Pierre Latour   | AG2R La Mondiale    | + 0s     |
| 8. | Xandro Meurisse | Wanty-Groupe Gobert | + 0s     |
| 9. | Merhawi Kudus   | Dimension Data      | + 0s     |
| 10. | Eros Capecchi   | Quick-Step Floors   | + 0s     |

| \| Classificação geral \| Classificação geral \| Classificação geral \| Classificação geral \| Classificação geral \| \| Ciclista \| Ciclista \| Equipe \| Tempo \| \| \| ------------------- \| -------------------- \| ------------------------- \| ------------------- \| ------------------- \| \| 1. \| Primož Roglič \| LottoNL-Jumbo \| 4h09m16s \| \| \| 2. \| Rohan Dennis \| BMC Racing Team \| + 0s \| \| \| 3. \| Geraint Thomas \| Team Sky \| + 4s \| \| \| 4. \| Diego Rosa \| Team Sky \| + 5s \| \| \| 5. \| Pierre Latour \| AG2R La Mondiale \| + 5s \| \| \| 6. \| Gorka Izagirre \| Bahrain-Merida \| + 8s \| \| \| 7. \| Egan Bernal \| Team Sky \| + 10s \| \| \| 8. \| Jonathan Castroviejo \| Team Sky \| + 10s \| \| \| 9. \| Pierre Rolland \| EF Education First-Drapac \| + 10s \| \| \| 10. \| Richie Porte \| BMC Racing Team \| + 13s \| \| |                      |                           |          |
| |                      |                           |          |
| Fonte: ProCyclingStats |                      |                           |          |
| Classificação geral |                      |                           |          |
| Ciclista | Ciclista             | Equipe                    | Tempo    |
| 1. | Primož Roglič        | LottoNL-Jumbo             | 4h09m16s |
| 2. | Rohan Dennis         | BMC Racing Team           | + 0s     |
| 3. | Geraint Thomas       | Team Sky                  | + 4s     |
| 4. | Diego Rosa           | Team Sky                  | + 5s     |
| 5. | Pierre Latour        | AG2R La Mondiale          | + 5s     |
| 6. | Gorka Izagirre       | Bahrain-Merida            | + 8s     |
| 7. | Egan Bernal          | Team Sky                  | + 10s    |
| 8. | Jonathan Castroviejo | Team Sky                  | + 10s    |
| 9. | Pierre Rolland       | EF Education First-Drapac | + 10s    |
| 10. | Richie Porte         | BMC Racing Team           | + 13s    |

### 2.ª etapa
Delémont – Yverdon-les-Bains (173,9 km) 
| \| Classificação por etapas \| Classificação por etapas \| Classificação por etapas \| Classificação por etapas \| Classificação por etapas \| \| Ciclista \| Ciclista \| Equipe \| Tempo \| \| \| ------------------------ \| ------------------------ \| ------------------------ \| ------------------------ \| ------------------------ \| \| 1. \| Thomas De Gendt \| Lotto-Soudal \| 4h03m05s \| \| \| 2. \| Sonny Colbrelli \| Bahrain-Merida \| + 2m04s \| \| \| 3. \| Samuel Dumoulin \| AG2R La Mondiale \| + 2m04s \| \| \| 4. \| Michael Matthews \| Team Sunweb \| + 2m04s \| \| \| 5. \| Michael Mørkøv \| Quick-Step Floors \| + 2m04s \| \| \| 6. \| Xandro Meurisse \| Wanty-Groupe Gobert \| + 2m04s \| \| \| 7. \| Diego Rosa \| Team Sky \| + 2m04s \| \| \| 8. \| Egan Bernal \| Team Sky \| + 2m04s \| \| \| 9. \| Pierre Latour \| AG2R La Mondiale \| + 2m04s \| \| \| 10. \| Antoine Duchesne \| Groupama-FDJ \| + 2m04s \| \| |                  |                     |          |
| |                  |                     |          |
| Fonte: ProCyclingStats |                  |                     |          |
| Classificação por etapas |                  |                     |          |
| Ciclista | Ciclista         | Equipe              | Tempo    |
| 1. | Thomas De Gendt  | Lotto-Soudal        | 4h03m05s |
| 2. | Sonny Colbrelli  | Bahrain-Merida      | + 2m04s  |
| 3. | Samuel Dumoulin  | AG2R La Mondiale    | + 2m04s  |
| 4. | Michael Matthews | Team Sunweb         | + 2m04s  |
| 5. | Michael Mørkøv   | Quick-Step Floors   | + 2m04s  |
| 6. | Xandro Meurisse  | Wanty-Groupe Gobert | + 2m04s  |
| 7. | Diego Rosa       | Team Sky            | + 2m04s  |
| 8. | Egan Bernal      | Team Sky            | + 2m04s  |
| 9. | Pierre Latour    | AG2R La Mondiale    | + 2m04s  |
| 10. | Antoine Duchesne | Groupama-FDJ        | + 2m04s  |

| \| Classificação geral \| Classificação geral \| Classificação geral \| Classificação geral \| Classificação geral \| \| Ciclista \| Ciclista \| Equipe \| Tempo \| \| \| ------------------- \| -------------------- \| ------------------------- \| ------------------- \| ------------------- \| \| 1. \| Primož Roglič \| LottoNL-Jumbo \| 8h14m25s \| \| \| 2. \| Rohan Dennis \| BMC Racing Team \| + 0s \| \| \| 3. \| Geraint Thomas \| Team Sky \| + 4s \| \| \| 4. \| Diego Rosa \| Team Sky \| + 5s \| \| \| 5. \| Pierre Latour \| AG2R La Mondiale \| + 5s \| \| \| 6. \| Gorka Izagirre \| Bahrain-Merida \| + 8s \| \| \| 7. \| Egan Bernal \| Team Sky \| + 10s \| \| \| 8. \| Jonathan Castroviejo \| Team Sky \| + 10s \| \| \| 9. \| Pierre Rolland \| EF Education First-Drapac \| + 10s \| \| \| 10. \| Richie Porte \| BMC Racing Team \| + 13s \| \| |                      |                           |          |
| |                      |                           |          |
| Fonte: ProCyclingStats |                      |                           |          |
| Classificação geral |                      |                           |          |
| Ciclista | Ciclista             | Equipe                    | Tempo    |
| 1. | Primož Roglič        | LottoNL-Jumbo             | 8h14m25s |
| 2. | Rohan Dennis         | BMC Racing Team           | + 0s     |
| 3. | Geraint Thomas       | Team Sky                  | + 4s     |
| 4. | Diego Rosa           | Team Sky                  | + 5s     |
| 5. | Pierre Latour        | AG2R La Mondiale          | + 5s     |
| 6. | Gorka Izagirre       | Bahrain-Merida            | + 8s     |
| 7. | Egan Bernal          | Team Sky                  | + 10s    |
| 8. | Jonathan Castroviejo | Team Sky                  | + 10s    |
| 9. | Pierre Rolland       | EF Education First-Drapac | + 10s    |
| 10. | Richie Porte         | BMC Racing Team           | + 13s    |

### 3.ª etapa
Ollon – Villars-sur-Ollon (9,9 km) 
| \| Classificação por etapas \| Classificação por etapas \| Classificação por etapas \| Classificação por etapas \| Classificação por etapas \| \| Ciclista \| Ciclista \| Equipe \| Tempo \| \| \| ------------------------ \| ------------------------ \| ------------------------ \| ------------------------ \| ------------------------ \| \| 1. \| Egan Bernal \| Team Sky \| 25m10s \| \| \| 2. \| Primož Roglič \| LottoNL-Jumbo \| + 4s \| \| \| 3. \| Richie Porte \| BMC Racing Team \| + 18s \| \| \| 4. \| Steven Kruijswijk \| LottoNL-Jumbo \| + 48s \| \| \| 5. \| Rui Costa \| UAE Team Emirates \| + 1m06s \| \| \| 6. \| Pierre Latour \| AG2R La Mondiale \| + 1m21s \| \| \| 7. \| Rohan Dennis \| BMC Racing Team \| + 1m26s \| \| \| 8. \| Daniel Martin \| UAE Team Emirates \| + 1m28s \| \| \| 9. \| Emanuel Buchmann \| Bora-Hansgrohe \| + 1m30s \| \| \| 10. \| Simon Špilak \| Katusha-Alpecin \| + 1m43s \| \| |                   |                   |         |
| |                   |                   |         |
| Fonte: ProCyclingStats |                   |                   |         |
| Classificação por etapas |                   |                   |         |
| Ciclista | Ciclista          | Equipe            | Tempo   |
| 1. | Egan Bernal       | Team Sky          | 25m10s  |
| 2. | Primož Roglič     | LottoNL-Jumbo     | + 4s    |
| 3. | Richie Porte      | BMC Racing Team   | + 18s   |
| 4. | Steven Kruijswijk | LottoNL-Jumbo     | + 48s   |
| 5. | Rui Costa         | UAE Team Emirates | + 1m06s |
| 6. | Pierre Latour     | AG2R La Mondiale  | + 1m21s |
| 7. | Rohan Dennis      | BMC Racing Team   | + 1m26s |
| 8. | Daniel Martin     | UAE Team Emirates | + 1m28s |
| 9. | Emanuel Buchmann  | Bora-Hansgrohe    | + 1m30s |
| 10. | Simon Špilak      | Katusha-Alpecin   | + 1m43s |

| \| Classificação geral \| Classificação geral \| Classificação geral \| Classificação geral \| Classificação geral \| \| Ciclista \| Ciclista \| Equipe \| Tempo \| \| \| ------------------- \| ------------------- \| ------------------- \| ------------------- \| ------------------- \| \| 1. \| Primož Roglič \| LottoNL-Jumbo \| 8h39m39s \| \| \| 2. \| Egan Bernal \| Team Sky \| + 6s \| \| \| 3. \| Richie Porte \| BMC Racing Team \| + 27s \| \| \| 4. \| Steven Kruijswijk \| LottoNL-Jumbo \| + 1m02s \| \| \| 5. \| Rui Costa \| UAE Team Emirates \| + 1m17s \| \| \| 6. \| Rohan Dennis \| BMC Racing Team \| + 1m22s \| \| \| 7. \| Pierre Latour \| AG2R La Mondiale \| + 1m22s \| \| \| 8. \| Daniel Martin \| UAE Team Emirates \| + 1m42s \| \| \| 9. \| Emanuel Buchmann \| Bora-Hansgrohe \| + 1m42s \| \| \| 10. \| Ion Izagirre \| Bahrain-Merida \| + 1m55s \| \| |                   |                   |          |
| |                   |                   |          |
| Fonte: ProCyclingStats |                   |                   |          |
| Classificação geral |                   |                   |          |
| Ciclista | Ciclista          | Equipe            | Tempo    |
| 1. | Primož Roglič     | LottoNL-Jumbo     | 8h39m39s |
| 2. | Egan Bernal       | Team Sky          | + 6s     |
| 3. | Richie Porte      | BMC Racing Team   | + 27s    |
| 4. | Steven Kruijswijk | LottoNL-Jumbo     | + 1m02s  |
| 5. | Rui Costa         | UAE Team Emirates | + 1m17s  |
| 6. | Rohan Dennis      | BMC Racing Team   | + 1m22s  |
| 7. | Pierre Latour     | AG2R La Mondiale  | + 1m22s  |
| 8. | Daniel Martin     | UAE Team Emirates | + 1m42s  |
| 9. | Emanuel Buchmann  | Bora-Hansgrohe    | + 1m42s  |
| 10. | Ion Izagirre      | Bahrain-Merida    | + 1m55s  |

### 4.ª etapa
Sião – Sião (149,2 km) 
| \| Classificação por etapas \| Classificação por etapas \| Classificação por etapas \| Classificação por etapas \| Classificação por etapas \| \| Ciclista \| Ciclista \| Equipe \| Tempo \| \| \| ------------------------ \| ------------------------ \| ------------------------ \| ------------------------ \| ------------------------ \| \| 1. \| Jakob Fuglsang \| Astana \| 4h18m48s \| \| \| 2. \| Primož Roglič \| LottoNL-Jumbo \| + 48s \| \| \| 3. \| Egan Bernal \| Team Sky \| + 48s \| \| \| 4. \| Rui Costa \| UAE Team Emirates \| + 48s \| \| \| 5. \| Richie Porte \| BMC Racing Team \| + 50s \| \| \| 6. \| Rohan Dennis \| BMC Racing Team \| + 2m09s \| \| \| 7. \| Pierre Latour \| AG2R La Mondiale \| + 2m09s \| \| \| 8. \| Jaime Rosón \| Movistar Team \| + 2m09s \| \| \| 9. \| Emanuel Buchmann \| Bora-Hansgrohe \| + 2m09s \| \| \| 10. \| Merhawi Kudus \| Dimension Data \| + 2m09s \| \| |                  |                   |          |
| |                  |                   |          |
| Fonte: ProCyclingStats |                  |                   |          |
| Classificação por etapas |                  |                   |          |
| Ciclista | Ciclista         | Equipe            | Tempo    |
| 1. | Jakob Fuglsang   | Astana            | 4h18m48s |
| 2. | Primož Roglič    | LottoNL-Jumbo     | + 48s    |
| 3. | Egan Bernal      | Team Sky          | + 48s    |
| 4. | Rui Costa        | UAE Team Emirates | + 48s    |
| 5. | Richie Porte     | BMC Racing Team   | + 50s    |
| 6. | Rohan Dennis     | BMC Racing Team   | + 2m09s  |
| 7. | Pierre Latour    | AG2R La Mondiale  | + 2m09s  |
| 8. | Jaime Rosón      | Movistar Team     | + 2m09s  |
| 9. | Emanuel Buchmann | Bora-Hansgrohe    | + 2m09s  |
| 10. | Merhawi Kudus    | Dimension Data    | + 2m09s  |

| \| Classificação geral \| Classificação geral \| Classificação geral \| Classificação geral \| Classificação geral \| \| Ciclista \| Ciclista \| Equipe \| Tempo \| \| \| ------------------- \| ------------------- \| ------------------- \| ------------------- \| ------------------- \| \| 1. \| Primož Roglič \| LottoNL-Jumbo \| 12h59m09s \| \| \| 2. \| Egan Bernal \| Team Sky \| + 8s \| \| \| 3. \| Richie Porte \| BMC Racing Team \| + 35s \| \| \| 4. \| Jakob Fuglsang \| Astana \| + 1m16s \| \| \| 5. \| Rui Costa \| UAE Team Emirates \| + 1m23s \| \| \| 6. \| Steven Kruijswijk \| LottoNL-Jumbo \| + 2m32s \| \| \| 7. \| Rohan Dennis \| BMC Racing Team \| + 2m49s \| \| \| 8. \| Pierre Latour \| AG2R La Mondiale \| + 2m49s \| \| \| 9. \| Emanuel Buchmann \| Bora-Hansgrohe \| + 3m09s \| \| \| 10. \| Daniel Martin \| UAE Team Emirates \| + 3m12s \| \| |                   |                   |           |
| |                   |                   |           |
| Fonte: ProCyclingStats |                   |                   |           |
| Classificação geral |                   |                   |           |
| Ciclista | Ciclista          | Equipe            | Tempo     |
| 1. | Primož Roglič     | LottoNL-Jumbo     | 12h59m09s |
| 2. | Egan Bernal       | Team Sky          | + 8s      |
| 3. | Richie Porte      | BMC Racing Team   | + 35s     |
| 4. | Jakob Fuglsang    | Astana            | + 1m16s   |
| 5. | Rui Costa         | UAE Team Emirates | + 1m23s   |
| 6. | Steven Kruijswijk | LottoNL-Jumbo     | + 2m32s   |
| 7. | Rohan Dennis      | BMC Racing Team   | + 2m49s   |
| 8. | Pierre Latour     | AG2R La Mondiale  | + 2m49s   |
| 9. | Emanuel Buchmann  | Bora-Hansgrohe    | + 3m09s   |
| 10. | Daniel Martin     | UAE Team Emirates | + 3m12s   |

### 5.ª etapa
Mont-sur-Rolle – Genebra (181,8 km) 
| \| Classificação por etapas \| Classificação por etapas \| Classificação por etapas \| Classificação por etapas \| Classificação por etapas \| \| Ciclista \| Ciclista \| Equipe \| Tempo \| \| \| ------------------------ \| ------------------------ \| ------------------------ \| ------------------------ \| ------------------------ \| \| 1. \| Pascal Ackermann \| Bora-Hansgrohe \| 4h09m51s \| \| \| 2. \| Michael Mørkøv \| Quick-Step Floors \| + 0s \| \| \| 3. \| Roberto Ferrari \| UAE Team Emirates \| + 0s \| \| \| 4. \| Timothy Dupont \| Wanty-Groupe Gobert \| + 0s \| \| \| 5. \| Rüdiger Selig \| Bora-Hansgrohe \| + 0s \| \| \| 6. \| Sonny Colbrelli \| Bahrain-Merida \| + 0s \| \| \| 7. \| Benjamin Thomas \| Groupama-FDJ \| + 0s \| \| \| 8. \| Jens Keukeleire \| Lotto-Soudal \| + 0s \| \| \| 9. \| Michael Albasini \| Mitchelton-Scott \| + 0s \| \| \| 10. \| Samuel Dumoulin \| AG2R La Mondiale \| + 0s \| \| |                  |                     |          |
| |                  |                     |          |
| Fonte: ProCyclingStats |                  |                     |          |
| Classificação por etapas |                  |                     |          |
| Ciclista | Ciclista         | Equipe              | Tempo    |
| 1. | Pascal Ackermann | Bora-Hansgrohe      | 4h09m51s |
| 2. | Michael Mørkøv   | Quick-Step Floors   | + 0s     |
| 3. | Roberto Ferrari  | UAE Team Emirates   | + 0s     |
| 4. | Timothy Dupont   | Wanty-Groupe Gobert | + 0s     |
| 5. | Rüdiger Selig    | Bora-Hansgrohe      | + 0s     |
| 6. | Sonny Colbrelli  | Bahrain-Merida      | + 0s     |
| 7. | Benjamin Thomas  | Groupama-FDJ        | + 0s     |
| 8. | Jens Keukeleire  | Lotto-Soudal        | + 0s     |
| 9. | Michael Albasini | Mitchelton-Scott    | + 0s     |
| 10. | Samuel Dumoulin  | AG2R La Mondiale    | + 0s     |

## Classificações finais
As classificações finalizaram da seguinte forma:

### Classificação geral
| \| Classificação geral \| Classificação geral \| Classificação geral \| Classificação geral \| Classificação geral \| \| Ciclista \| Ciclista \| Equipe \| Tempo \| \| \| ------------------- \| ------------------- \| ------------------- \| ------------------- \| ------------------- \| \| 1. \| Primož Roglič \| LottoNL-Jumbo \| 17h09m00s \| \| \| 2. \| Egan Bernal \| Team Sky \| + 8s \| \| \| 3. \| Richie Porte \| BMC Racing Team \| + 35s \| \| \| 4. \| Jakob Fuglsang \| Astana \| + 1m16s \| \| \| 5. \| Rui Costa \| UAE Team Emirates \| + 1m23s \| \| \| 6. \| Steven Kruijswijk \| LottoNL-Jumbo \| + 2m32s \| \| \| 7. \| Rohan Dennis \| BMC Racing Team \| + 2m49s \| \| \| 8. \| Pierre Latour \| AG2R La Mondiale \| + 2m49s \| \| \| 9. \| Emanuel Buchmann \| Bora-Hansgrohe \| + 3m09s \| \| \| 10. \| Daniel Martin \| UAE Team Emirates \| + 3m12s \| \| |                   |                   |           |
| |                   |                   |           |
| Fonte: ProCyclingStats |                   |                   |           |
| Classificação geral |                   |                   |           |
| Ciclista | Ciclista          | Equipe            | Tempo     |
| 1. | Primož Roglič     | LottoNL-Jumbo     | 17h09m00s |
| 2. | Egan Bernal       | Team Sky          | + 8s      |
| 3. | Richie Porte      | BMC Racing Team   | + 35s     |
| 4. | Jakob Fuglsang    | Astana            | + 1m16s   |
| 5. | Rui Costa         | UAE Team Emirates | + 1m23s   |
| 6. | Steven Kruijswijk | LottoNL-Jumbo     | + 2m32s   |
| 7. | Rohan Dennis      | BMC Racing Team   | + 2m49s   |
| 8. | Pierre Latour     | AG2R La Mondiale  | + 2m49s   |
| 9. | Emanuel Buchmann  | Bora-Hansgrohe    | + 3m09s   |
| 10. | Daniel Martin     | UAE Team Emirates | + 3m12s   |

### Classificação por pontos
| Classificação por pontos | Classificação por pontos | Classificação por pontos | Classificação por pontos | Classificação por pontos |
| Ciclista                 | Ciclista                 | Equipe                   | Pontos                   |                          |
| ------------------------ | ------------------------ | ------------------------ | ------------------------ | ------------------------ |
| 1.                       | Thomas De Gendt          | Lotto-Soudal             | 112 pts                  |                          |
| 2.                       | Primož Roglič            | LottoNL-Jumbo            | 81 pts                   |                          |
| 3.                       | Egan Bernal              | Team Sky                 | 80 pts                   |                          |
| 4.                       | Sonny Colbrelli          | Bahrain-Merida           | 74 pts                   |                          |
| 5.                       | Pierre Latour            | AG2R La Mondiale         | 56 pts                   |                          |
| 6.                       | Rui Costa                | UAE Team Emirates        | 55 pts                   |                          |
| 7.                       | Jakob Fuglsang           | Astana                   | 54 pts                   |                          |
| 8.                       | Rohan Dennis             | BMC Racing Team          | 51 pts                   |                          |
| 9.                       | Pascal Ackermann         | Bora-Hansgrohe           | 50 pts                   |                          |
| 10.                      | Michael Mørkøv           | Quick-Step Floors        | 46 pts                   |                          |

### Classificação da montanha
| Classificação da montanha | Classificação da montanha | Classificação da montanha | Classificação da montanha | Classificação da montanha |
| Ciclista                  | Ciclista                  | Equipe                    | Pontos                    |                           |
| ------------------------- | ------------------------- | ------------------------- | ------------------------- | ------------------------- |
| 1.                        | Thomas De Gendt           | Lotto-Soudal              | 43 pts                    |                           |
| 2.                        | Egan Bernal               | Team Sky                  | 36 pts                    |                           |
| 3.                        | Hugh Carthy               | EF Education First-Drapac | 33 pts                    |                           |
| 4.                        | Primož Roglič             | LottoNL-Jumbo             | 27 pts                    |                           |
| 5.                        | Mikel Nieve               | Mitchelton-Scott          | 21 pts                    |                           |
| 6.                        | Antoine Duchesne          | Groupama-FDJ              | 17 pts                    |                           |
| 7.                        | Alexis Gougeard           | AG2R La Mondiale          | 17 pts                    |                           |
| 8.                        | Pavel Sivakov             | Team Sky                  | 15 pts                    |                           |
| 9.                        | Richie Porte              | BMC Racing Team           | 14 pts                    |                           |
| 10.                       | Rui Costa                 | UAE Team Emirates         | 14 pts                    |                           |

### Classificação do melhor jovem
| Classificação dos jovens | Classificação dos jovens | Classificação dos jovens  | Classificação dos jovens | Classificação dos jovens |
| Ciclista                 | Ciclista                 | Equipe                    | Tempo                    |                          |
| ------------------------ | ------------------------ | ------------------------- | ------------------------ | ------------------------ |
| 1.                       | Egan Bernal              | Team Sky                  | 17h09m08s                |                          |
| 2.                       | Daniel Felipe Martínez   | EF Education First-Drapac | + 3m26s                  |                          |
| 3.                       | David Gaudu              | Groupama-FDJ              | + 4m28s                  |                          |
| 4.                       | Merhawi Kudus            | Dimension Data            | + 5m13s                  |                          |
| 5.                       | Lucas Hamilton           | Mitchelton-Scott          | + 5m56s                  |                          |
| 6.                       | Robert Power             | Mitchelton-Scott          | + 7m13s                  |                          |
| 7.                       | Amanuel Gebrezgabihier   | Dimension Data            | + 7m35s                  |                          |
| 8.                       | Hugh Carthy              | EF Education First-Drapac | + 14m31s                 |                          |
| 9.                       | Matteo Fabbro            | Katusha-Alpecin           | + 15m31s                 |                          |
| 10.                      | Pavel Sivakov            | Team Sky                  | + 17m09s                 |                          |

### Classificação por equipas
| Classificação por equipes | Classificação por equipes                | Classificação por equipes | Classificação por equipes |
| Equipe                    | Equipe                                   | Tempo                     |                           |
| ------------------------- | ---------------------------------------- | ------------------------- | ------------------------- |
| 1.                        | UAE Team Emirates                        | 51h35m39s                 |                           |
| 2.                        | Astana                                   | + 1m17s                   |                           |
| 3.                        | Sky                                      | + 2m12s                   |                           |
| 4.                        | Bahrain-Merida                           | + 3m31s                   |                           |
| 5.                        | EF Education First-Drapac p/b Cannondale | + 6m17s                   |                           |
| 6.                        | BMC Racing Team                          | + 6m20s                   |                           |
| 7.                        | Mitchelton-Scott                         | + 7m23s                   |                           |
| 8.                        | Movistar Team                            | + 7m25s                   |                           |
| 9.                        | AG2R La Mondiale                         | + 11m26s                  |                           |
| 10.                       | Groupama-FDJ                             | + 18m54s                  |                           |

## Evolução das classificações
| Etapa                 | Vencedor              | Classificação geral | Classificação por pontos | Classificação da montanha | Classificação dos jóvens | Classificação por equipas | Prémio da combatividade |
| --------------------- | --------------------- | ------------------- | ------------------------ | ------------------------- | ------------------------ | ------------------------- | ----------------------- |
| Prólogo               | Michael Matthews      | Michael Matthews    | Michael Matthews         | Não se entregou           | Tom Bohli                | BMC Racing                | Não se entregou         |
| 1.ª                   | Omar Fraile           | Primož Roglič       | Omar Fraile              | Marco Minnaard            | Egan Bernal              | BMC Racing                | Marco Minnaard          |
| 2.ª                   | Thomas De Gendt       | Primož Roglič       | Thomas de Gendt          | Marco Minnaard            | Egan Bernal              | BMC Racing                | Thomas de Gendt         |
| 3.ª                   | Egan Bernal           | Primož Roglič       | Thomas de Gendt          | Marco Minnaard            | Egan Bernal              | BMC Racing                | Não se entregou         |
| 4.ª                   | Jakob Fuglsang        | Primož Roglič       | Thomas de Gendt          | Thomas de Gendt           | Egan Bernal              | UAE Emirates              | Egan Bernal             |
| 5.ª                   | Pascal Ackermann      | Primož Roglič       | Thomas de Gendt          | Thomas de Gendt           | Egan Bernal              | UAE Emirates              | Não se entregou         |
| Classificações finais | Classificações finais | Primož Roglič       | Thomas de Gendt          | Thomas de Gendt           | Egan Bernal              | UAE Emirates              | Não se entregou         |

## UCI World Ranking
A Volta à Romandia outorga pontos para o UCI World Tour de 2018 e o UCI World Ranking, este último para corredores das equipas nas categorias UCI WorldTeam, Profissional Continental e Equipas Continentais. As seguintes tabelas mostram o barómetro de pontuação e os 10 corredores que obtiveram mais pontos:
| Posição             | 1.º | 2.º | 3.º | 4.º | 5.º | 6.º | 7.º | 8.º | 9.º | 10.º | 11.º | 12.º | 13.º | 14.º | 15.º | 16.º-20.º | 21.º-30.º | 31.º-50.º | 51.º-55.º | 56.º-60.º |
| Classificação geral | 500 | 400 | 325 | 275 | 225 | 175 | 150 | 125 | 100 | 85   | 70   | 60   | 50   | 40   | 35   | 30        | 20        | 10        | 5         | 3         |
| Por etapa           | 60  | 25  | 10  |     |     |     |     |     |     |      |      |      |      |      |      |           |           |           |           |           |
| Líder               | 10  |     |     |     |     |     |     |     |     |      |      |      |      |      |      |           |           |           |           |           |

| Classificação | Classificação     | Classificação    | Classificação | Classificação | Classificação | Classificação |
| Posição       | Ciclista          | Equipa           | Geral         | Etapa         | Líder         | Total         |
| ------------- | ----------------- | ---------------- | ------------- | ------------- | ------------- | ------------- |
| 1.º           | Primož Roglič     | LottoNL-Jumbo    | 500           | 60            | 40            | 600           |
| 2.º           | Egan Bernal       | Sky              | 400           | 70            | -             | 470           |
| 3.º           | Richie Porte      | BMC Racing       | 325           | 10            | -             | 335           |
| 4.º           | Jakob Fuglsang    | Astana           | 275           | 60            | -             | 335           |
| 5.º           | Rui Costa         | UAE Emirates     | 225           | 10            | -             | 235           |
| 6.º           | Steven Kruijswijk | LottoNL-Jumbo    | 175           | -             | -             | 175           |
| 7.º           | Rohan Dennis      | BMC Racing       | 150           | -             | -             | 150           |
| 8.º           | Pierre Latour     | Ag2r La Mondiale | 125           | -             | -             | 125           |
| 9.º           | Emanuel Buchmann  | Bora-Hansgrohe   | 100           | -             | -             | 100           |
| 10.º          | Daniel Martin     | UAE Emirates     | 85            | -             | -             | 85            |